# طيون ضعيف
الطيون الضعيف (باللاتينية: Inula maletii) نوع نباتي ينتمي إلى جنس الطيون من الفصيلة النجمية.

## الموئل والانتشار
موطن هذا النوع المغرب العربي.